# Jättadalen-Öglunda grotta
Jättadalen-Öglunda grotta är ett naturreservat i Skara kommun i Västergötland.
Jättadalen är en bäckravin djupt nedskuren i Billingens berg. Diabasen bildar här lodräta stup och rasbranter. Från toppen är det god utsikt över Vallebygden. Landskapet i reservatet är stenigt och klippigt. I närheten ligger Öglunda grotta som bildats av stora diabasblock. Grottan ligger en bit in i reservatet och omges av brukad barrskog. Några av fågelarterna som finns i området är stenknäck, korp och nötkråka.
Öglunda grotta är namnet på hela ravinen, och det finns flera olika grottor, eller kammare, inne i ravinen. Den första grottan man kommer till kallas för Farfars kammare.
I reservatet finns också en källa som kallas för Offerkällan. Förr trodde man att vattnet i källan var magiskt och människor har länge offrat mynt i källan.
Området är skyddat sedan 1975 och omfattar 26 hektar.